# Феликс Дойч
Феликс Дойч (на немски: Felix Deutsch) е австрийски психоаналитик и лекар, един от основателите на психосоматичната медицина и водеща фигура в откриването на нови техники в психотерапията. За кратък период от време през 1923, е и личен лекар на Зигмунд Фройд.

## Биография
Роден е на 9 август 1884 година във Виена, Австрия. Произхожда от еврейско семейство и от тях развива силни ционистки убеждения. Дойч се обучава във Виенският университет, като получава докторската си степен през 1908 г., а три години по-късно, през 1911 г. среща бъдещата си жена Хелене, която също е психоаналитик. След година се женят като брака им трае 25 години.
Феликс Дойч е артистична натура, рисува, композира и свири добре на пиано. Неговата музикалност изиграва решаваща роля за приносите му в психоанализата, които прави в САЩ. Разбира че може да научи много за пациентите, ако ги накара да правят асоциации чрез повтарянето на думи, докато интонация не получи същото значение за тях. Като терапевт се научава да използва естествената си директност и почти детска любознателност, за да стане изключителен интервюиращ.
През септември 1935, Хелене и сина им заминават за Бостън, а в началото на 1936 Дойч се присъединява към тях. Между есента на 1939 и пролетта на 1941, Феликс приема да стане първия професор по психосоматична медицина във Вашингтонския университет в Сейнт Луис.
Публикува статии по психосоматична медицина и по приложна психоанализа за целите на психотерапията.
Умира на 2 януари 1964 година в Кейбридж на 79-годишна възраст.